# توماس وایس
توماس وایس (آلمانی: Thomas Wyss؛ زادهٔ ۲۹ اوت ۱۹۶۶) بازیکن فوتبال اهل سوئیس بود.
از باشگاه‌هایی که در آن بازی کرده‌است می‌توان به باشگاه فوتبال لوتسرن، باشگاه فوتبال سنت گالن، و باشگاه فوتبال گراس‌هاپر زوریخ اشاره کرد.